# Nikolaus Kuhnert
Nikolaus Kuhnert (* 1939 in Potsdam) ist ein deutscher Architekt und Herausgeber sowie leitender Redakteur der Zeitschrift für theorieorientierte Architektur Arch+.

## Werdegang
Während seiner Kindheit starben im Holocaust ein Großteil seiner jüdischen Familienmitglieder. Als Sohn einer jüdischen Mutter glaubte er dennoch an die Reformierbarkeit der deutschen Gesellschaft. Nikolaus Kuhnert studierte von 1958 bis 1962 Architektur an der TU Berlin und Malerei an der HdK Berlin. Während der Studienzeit arbeitete er im Architekturbüro seines Vaters und bei Hans Scharoun und war am Entwurf und Bau von drei Berliner Einfamilienhäusern beteiligt. 1978 promovierte er über das Thema: „Soziale Elemente der Architektur: Typus und Typusbegriffe im Kontext der Rationalen Architektur“ zum Dr.-Ing. Von 1972 bis 1983 war er Assistent am Lehrstuhl für Planungstheorie an der RWTH Aachen. Seit 1975 ist er Redakteur und seit 1983 Herausgeber der Zeitschrift Arch+ zusammen mit Sabine Kraft, Günther Uhlig und Marc Fester und von 1989 bis 2016 Leiter der Arch+ Redaktionsgruppe in Berlin.
1988 konzipierte und organisierte er zusammen mit Otl Aicher das Symposion Berlinmodell Industriekultur.

### Mitgliedschaften
Nikolaus Kuhnert war Mitglied des Kuratoriums von Shrinking Cities, ein Initiativprojekt (2002–2006) zur Untersuchung von schrumpfenden Städten der Kulturstiftung des Bundes und Mitglied des Beirates des Goethe-Instituts.

## Preise
- 1996: Erich Schelling-Architekturpreis
- 2021: BDA-Preis für Architekturkritik[3]